# 卡尔斯鲁厄 (北达科他州)
卡尔斯鲁厄（英語：Karlsruhe），是美国北达科他州下属的一座城市。根据2010年美国人口普查，该市有人口82人。